# Trappist-1c
TRAPPIST-1c är en stenig Venus-lik exoplanet, som ligger 39 ljusår från jorden, i stjärnbilden Vattumannen. Planeten kretsar runt den röda dvärgen Trappist-1 på 2,4 dygn och antas inte ligga i den beboeliga zonen av Trappist-1, utan är förmodligen en obeboelig varm planet. Den antas ha en bunden rotation runt sin stjärna, så att samma sida alltid visas mot stjärnan, vilket resulterar i att ena sidan av planeten har permanent dag, medan den andra har permanent natt. Den är 1,156 gånger så massiv som jorden, vilket gör den mer massiv än alla andra Trappist-1-planeter, och den har 1,056 gånger radien av jorden.